# Timo P. Nieminen

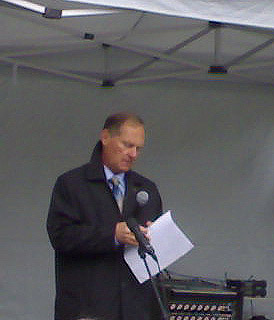
Timo P. Nieminen (2006)

Timo Paavo Tapani Nieminen (* 20. Januar 1944 in Turku) ist ein finnischer Politiker und seit 2007 Bürgermeister von Tampere, der drittgrößten Stadt Finnlands. Er ist Mitglied der Nationalen Sammlungspartei.
Nieminen gehört seit 1973 dem Stadtrat von Tampere an. Mit seiner Wahl zum Bürgermeister löste er den sich seit 1985 im Amt befindenden Jarmo Rantanen ab.
Nieminen ist verheiratet und hat zwei Söhne.